# Jerzy Toczołowski
Jerzy Roman Toczołowski (ur. 30 listopada 1931 w Białej Podlaskiej, zm. 4 listopada 2020) – polski okulista, profesor medycyny.
W 1990 został mu nadany tytuł naukowy profesora nauk medycznych. Pracował jako profesor w Katedrze i Klinice Okulistyki Akademii Medycznej w Lublinie (od 1992 kierował II Kliniką). Był członkiem Polskiego Towarzystwa Okulistycznego. Publikował w czasopismach krajowych i zagranicznych, m.in. w Klinice Ocznej. Współredaktor książki Jak świata mniej widzę. Zaburzenia widzenia a jakość życia (wyd. 2002, ISBN 978-83-7306-083-8).